# Aggro Santos
Aggro Santos (* 12. Oktober 1988 in São Paulo; eigentlich Yuri Santos) ist ein aus Brasilien stammender englischer Rapper.

## Biografie
Mit fünf Jahren zog Santos’ Familie von Brasilien nach London. Inspiriert von der Musik von Carlos Santana lernte Yuri Santos Gitarre und mit 13 schrieb er seinen ersten Rapsong. Er bekam ein Stipendium für die BRIT School und nach zwei Jahren dort startete er seine Musikkarriere.
Mit dem Stück Free Yard hatte er einen ersten Hit beim Satellitensender Channel U. Er ging auf Clubtour, veröffentlichte Mixtapes und arbeitete mit Künstlern wie Ironik und den N-Dubz zusammen.
Schließlich nahm sich Albert Samuel, ehemaliger Manager der So Solid Crew seiner an, er unterschrieb bei Future Records und nahm seine erste Single Candy auf. Mit gesanglicher Unterstützung von Kimberly Wyatt von den Pussycat Dolls erreichte das Lied im Frühjahr 2010 auf Anhieb Platz 5 der UK-Charts und verkaufte sich über 200.000 Mal. Mit Saint or Sinner konnte er einen Top-20-Hit nachlegen. Im November nahm er an der zehnten Staffel von I’m a Celebrity … Get Me Out of Here!, der britischen Ausgabe von Ich bin ein Star – Holt mich hier raus!, teil und belegte den sechsten Platz.

## Diskografie

### Studioalben
- 2011: Aggro Santos.com

### Mixtapes
- 2009: Aggro Culture
- 2010: The Rhythm N Flow
- 2010: The Stamina

### Singles
- 2006: Free Yard
- 2009: Culo!
- 2009: Rhythm ’N’ Flow
- 2010: Candy (feat. Kimberly Wyatt)
- 2010: Saint or Sinner
- 2011: Like U Like (feat. Kimberley Walsh)
- 2012: So Sexy
- 2013: Love Like This
- 2014: Selfie, Selfie, Selfie
- 2015: Red Lips (feat. Andreea Bănică)
- 2017: Bomba